# 에우로파역
에우로파 (Europa) 역은 이탈리아 북부 브레시아의 브레시아 지하철에 속한 역이다. 브란체 로와 에우로파 대로가 만나는 지점의 서쪽편에 위치해 있으며, 근처에 브레시아 대학교 의학공학부가 위치해 있다.

## 시설
이 역에는 다음과 같은 시설이 있다.
- 매표기

## 환승
- 버스 정류장